# Кальний Остап
Оста́п Ка́льний (кін. XIX — поч. XX ст.) — кобзар.

## Біографічні відомості
Народився у селі Великі Сорочинці (нині Полтавської області).
У репертуарі — думи «Втеча трьох братів з Азова», «Вдова і три сини», історична пісня «Дівка-бранка». Співав без акомпанементу. Його думи Опанас Сластіон записав на фонографічні валики, переслав Філарету Колессі, який переніс на нотне письмо і вмістив у збірнику «Мелодії українсюьких дум».
У 1901 році Опанас Сластіон написав портрет О. Кального.
Колеса каже, що він у співі наслідує М. Кравченка, амож й стає під його впливом.